# الدستور المؤقت للجمهورية العربية المتحدة (1964)
الدستور المؤقت للجمهورية العربية المتحدة 1964 أو دستور مصر 1964 هو ثاني دستور يصدر بعد الوحدة بين مصر وسوريا. صدر في 25 مارس 1964.